# Piper Apache
Die Piper PA-23 Apache ist ein zweimotoriges Leichtflugzeug des US-amerikanischen Flugzeugherstellers Piper Aircraft Corporation.

## Konstruktion und Entwicklung
Die ersten PA-23 wurden mit zwei 150 PS Lycoming 0-320A Triebwerken (110 kW) ausgerüstet. Im Jahre 1958 baute man die PA 23-160 mit 160 PS 0-360B-Triebwerken (118 kW), 1962 das fünfsitzige Modell PA-23-235 mit 235 PS 0-540-Motoren (173 kW). Diese Versionen erhielten einen Autopiloten und zusätzliche Navigationsinstrumente (IFR Ausstattung) für den Flug bei schlechtem Wetter.

## Produktion
Die Piper Apache war das erste zweimotorige Flugzeug der Piper Aircraft Corporation.
Ab 1954 ging die Maschine in Baltimore (USA) in Massenproduktion.
Das letzte Exemplar der Piper PA-23-235 Apache wurde im Jahre 1966 ausgeliefert, 2165 Apache wurden insgesamt hergestellt.
Der Nachfolger war die Piper Aztec, die ebenfalls als PA-23 (PA 23-250) bezeichnet wird.

## Flugleistungen
Die ersten Vierzylinder-Modelle (PA 23-150 und PA-23-160) haben recht bescheidene Flugleistungen für eine Zweimot, was sich besonders beim Ausfall eines Triebwerks bemerkbar macht. Es ist dann nicht mehr möglich, die Höhe zu halten. Das war erst beim Sechszylinder-Modell (PA-23-235) der Fall.
Allen PA-23-Modellen ist das äußerst gutmütige Flugverhalten gemeinsam, auch im Flug mit nur einem Triebwerk.
Der Grund dafür ist das dicke Tragflügelprofil und die Geometrie, die von der PA-18 übernommen wurde.
Der Nachteil dabei ist der relative hohe Luftwiderstand, der einer hohen Reisegeschwindigkeit entgegensteht.
In den USA ist die Apache wegen ihres kurzen, rundlichen Bug als „Fliegende Süßkartoffel“ (Flying Sweetpotato) bekannt.

## Technische Daten

Dreiseitenansicht

| Kenngröße            | Daten                     |
| -------------------- | ------------------------- |
| Besatzung            | 1                         |
| Passagiere           | 3 bis 4                   |
| Länge                | 8,27 m                    |
| Spannweite           | 11,28 m                   |
| max. Startmasse      | 1.724 kg                  |
| Reisegeschwindigkeit | 150 kn (278 km/h)         |
| Reichweite           | 1.095 NM                  |
| Triebwerke           | 2 × Avco Lycoming O-320-B |
| Leistung             | 2 × 119 kW (162 PS)       |